# Edward Bullard
Sir Edward Bullard (ur. 21 września 1907 w Norwich, zm. 3 kwietnia 1980 w La Jolla) – brytyjski geofizyk.
W 1964 został profesorem uniwersytetu w Cambridge, zajmował się badaniami budowy skorupy ziemskiej i procesów zachodzących we wnętrzu Ziemi. Jego zainteresowania badawcze obejmowały głównie magnetyzm ziemski, zwłaszcza mechanizm powstawania pola magnetycznego wewnątrz planety, a także geotermikę. W 1953 otrzymał tytuł szlachecki.